# 1909 год в России

## Февраль
- 21 февраля — Болгарский царь Фердинанд I посещает Россию с целью получения финансовой помощи для выплаты компенсации туркам, которые требуют её в обмен на признание независимости Болгарии.

## Апрель
- 20 апреля — Вторжение России в Персию[1][2][3][4]

## Май
- 11 мая — Новониколаевский пожар

## Июнь
- 17 июня — гибридное солнечное затмение, наблюдавшееся на территории Сибири.

## Октябрь
- 24 октября — Русско-итальянское соглашение
- 29 октября — учреждено Киевское общество воздухоплавания.

## Ноябрь
- 13 ноября — открыто движение конки в Пскове.
- 17 ноября — дуэль между октябристом Гучковым и графом Уваровым. Уваров был легко ранен.

## Декабрь
- 15 декабря — на всём протяжении Астраханской линии Рязано-Уральской железной дороги было открыто движение поездов

## В культуре
- Начало издания журнала «Рампа и жизнь»